# L'Affaire de la rue Mouffetard
Pour plus de détails, voir Fiche technique et Distribution.
L'Affaire de la rue Mouffetard est un film français de moyen métrage, coécrit et réalisé par Pierre Weill et sorti en 1932.
Le film est une adaptation de la comédie-bouffe en un acte d'André Le Bret et Maurice de Grendel créée au théâtre du Grand-Guignol le 4 décembre 1924.

## Fiche technique
- Titre : L'Affaire de la rue Mouffetard
- Réalisation : Pierre Weill, assisté de Robert Vernay
- Scénario et dialogues : René Sti et Pierre Weill d'après la pièce homonyme d'André Le Bret et Maurice de Grendel (1924)
- Photographie : Georges Asselin
- Cadreur : Émile Pierre
- Production : Verba Film
- Pays d'origine :  France
- Langue : français
- Format : Son mono - noir et blanc - 35 mm  - 1,37:1
- Genre : comédie
- Durée : 55 minutes
- Date de sortie :
  - France - 28 octobre 1932

## Distribution
- Pierre Bertin : l'avocat
- Raymond Cordy : le client de l'avocat
- Jeanne Boitel
- Georges Péclet
- Ketty Pierson
- Marc Valbel
- Tarquini d'Or
- Maud Gipsy
- Gustave Huberdeau
- Max Lerel
- George André Martin
- Anne-Marie Rochand
- Monique Rolland